# Крістін Зенкель
Крістін Зенкель (нім. Christin Senkel, нар. 31 серпня 1987, Ільменау, Тюрингія) — німецька бобслеїстка, розганяюча, виступає за збірну Німеччини з 2008 року. Учасниця двох Олімпійських ігор у 2010 й 2014 роках. На зимовій Олімпіаді у Ванкувері вона разом із Сандрою Кіріасіс зайняли четверту сходинку, у Сочі її двійка фінішувала з сьомим результатом.

Поза спортом працює в поліції.